# بادخورک دماغه سبز
بادخورک دماغه سبز (نام علمی: Apus alexandri) نام یک گونه از سرده بادخورک‌ها است.